# Hubert-Folie
Hubert-Folie (y.bəʁ.fɔ.liⓘ) era una comuna francesa, situada en el departamento de Calvados, de la región de Normandía. Desde el 1 de enero de 2019 es una comuna delegada de Castine-en-Plaine.

## Geografía
Está ubicada al sur de Caen.

## Historia
El 1 de enero de 2019 pasó a ser una comuna delegada de la comuna nueva de Castine-en-Plaine al fusionarse con las comunas vecinas de Rocquancourt y Tilly-la-Campagne.

## Demografía
| 81 | 75 | 162 | 167 | 196 | 213 | 333 | 378 |
| Para los censos de 1962 a 1999 la población legal corresponde a la población sin duplicidades (Fuente: INSEE [Consultar]) |    |     |     |     |     |     |     |